# Traité américano-cubain des relations
 (mai 2021).
Si vous disposez d'ouvrages ou d'articles de référence ou si vous connaissez des sites web de qualité traitant du thème abordé ici, merci de compléter l'article en donnant les références utiles à sa vérifiabilité et en les liant à la section « Notes et références ».
Ne doit pas être confondu avec Traité américano-cubain.
Le traité américano-cubain des relations (en anglais, Cuban–American Treaty of Relations), signé le 29 mai 1934 entre Cuba et les États-Unis, a abrogé et remplacé l'amendement Platt qui avait été adopté le 2 mars 1901. Ce traité s'inscrit dans le cadre de la « Good Neighbour policy » prônée par Franklin Delano Roosevelt.